# Aenor de Châtellerault
Aenor de Châtellerault (Châtellerault, 1103 körül – Talmont, 1130. március) Aquitániai Eleonóra angol királyné édesanyja.
Kora megítélése szerint Európa legnagyobb hatalmú asszonyai közé tartozott. A híres és tiszteletreméltó Rochefoucauld-dinasztia tagja volt. Szülei I. (Châttellerault) Aimery vikomt és Dangereuse de L'Isle Bouchard voltak.
A grófkisasszony X. Vilmos aquitániai herceg felesége lett, akinek három gyermeket szült:
- Eleonóra, aki Aquitánia gazdag és befolyásos örökösnőjeként előbb VII. Lajos francia király majd pedig II. Henrik angol király hitvese lett.
- Petronilla, aki I. Raulnak, Vermandois grófjának volt a masodik hitvese.
- Aigret Vilmos, aki csupán 4 esztendősen, Talmont városában, édesanyjával egyszerre halt meg.

Châttellerault-i Aenor hercegné a lánya, Eleonóra révén nagyanyja lett Oroszlánszívű Richárd és Földnélküli János angol királyoknak is, így a Plantagenet-dinasztia vérvonala még sokáig (1399-ig) nem szakadt meg.
1. ↑  Darryl Roger Lundy: The Peerage (angol nyelven). (Hozzáférés: 2017. október 9.)
2. ↑  Leo van de Pas: Genealogics (angol nyelven), 2003
3. ↑  Foundation for Medieval Genealogy (angol nyelven). (Hozzáférés: 2022. július 9.)